# Irina Sidorkova
Irina Antonovna Sidorkova (em russo: Ири́на Анто́новна Сидорко́ва; Petrozavodsk,  27 de junho de 2003), também conhecida como Ira Sidorkova é uma piloto profissional de automóveis russa. Ela atualmente compete na W Series e no Campeonato Asiático F3 (atual Campeonato de Fórmula Regional Asiática).

## Biografia
Sidorkova começou no kart aos seis anos, inspirada para correr no filme Carros. Tendo competido com sucesso em todo o norte da Rússia e no Báltico - incluindo um campeonato da Estônia em 2012 - ela passou para o rally aos 11 anos e corridas de carros de turismo pela Russian Circuit Racing Series aos 13 anos, ambas oportunidades vindas da Volkswagen. Tendo conquistado o título nacional da classe Júnior em 2018, a SMP Racing convidou Sidorkova para disputar a rodada final do Campeonato da Zona Norte da Europa de Fórmula 4, onde terminou em décimo terceiro lugar em todas as três corridas. A SMP Racing Junior Team a levou a bordo em 2019, e ela iria competir tanto na Fórmula 4 russa quanto na espanhola, terminando em 6º na primeira e 18ª na segunda.
Sidorkova se inscreveu para a Série W de 2020, um campeonato de Fórmula 3 para mulheres. Ela passou nos testes de avaliação, tornando-se a motorista mais jovem a fazê-lo. O Sidorkova foi definido para disputar o campeonato de 2020 antes de ser cancelado em resposta à pandemia COVID-19. Uma série de eSports de 10 eventos foi realizada no iRacing em seu lugar, com Sidorkova conquistando o terceiro lugar no campeonato. Ela voltou ao Russian Circuit Racing Series para preencher sua temporada vazia e terminou em nono geral na classe Touring-Light com uma vitória no Circuito NRING.

## Registros na carreira

### Sumário da carreira nokarting
| Temporada | Categoria                                     | Equipe               | Classificação |
| --------- | --------------------------------------------- | -------------------- | ------------- |
| 2010      | Easykart International Grand Finals — Easy 50 | Karelia Karting Team | NC            |
| 2012      | WSK Final Cup — 60 Mini                       | Luxor Racing Team    | 23.º          |

### Sumário da carreira automobilística

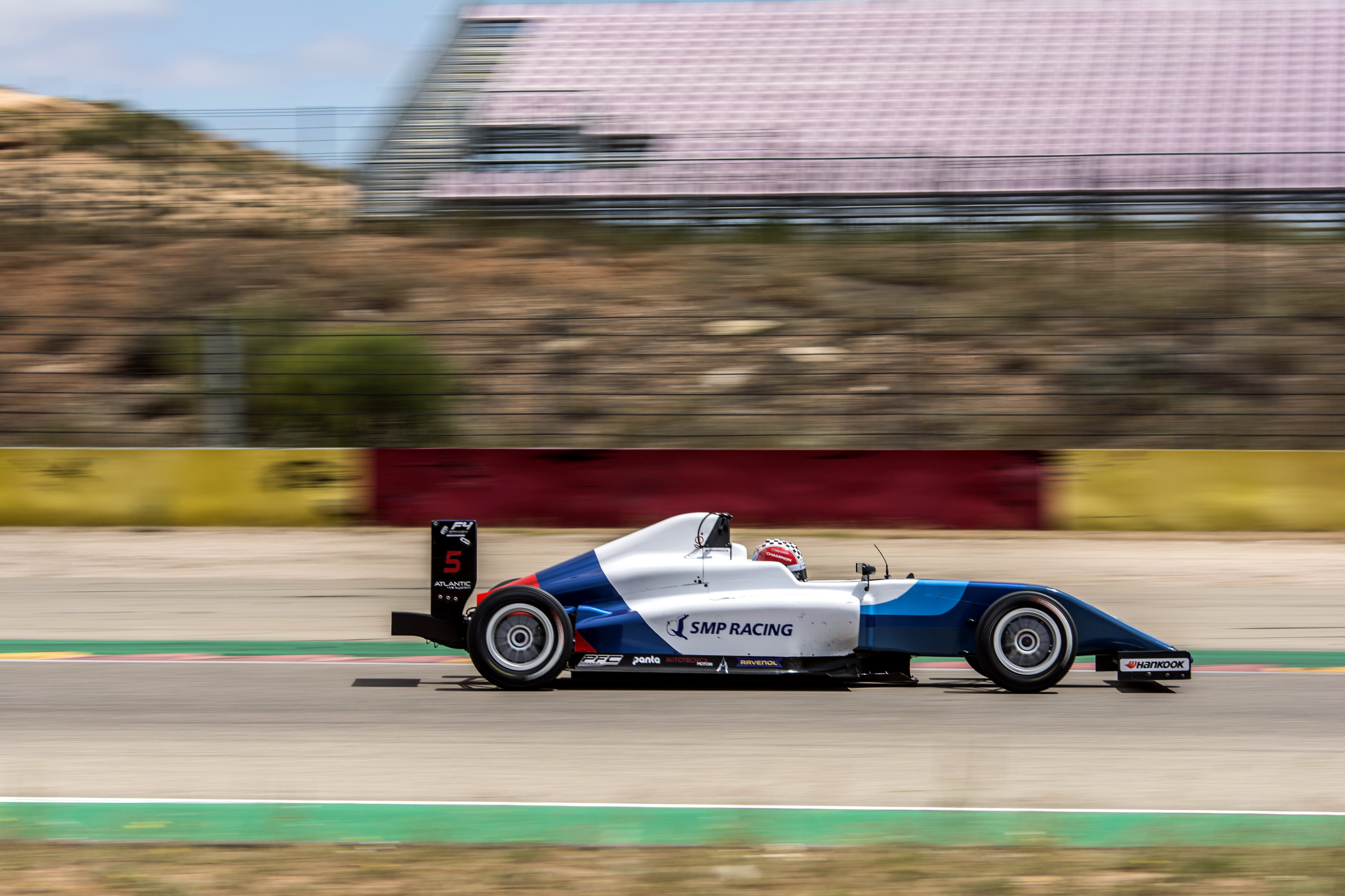
Sidorkova contesting Spanish F4 at Motorland Aragón in 2019

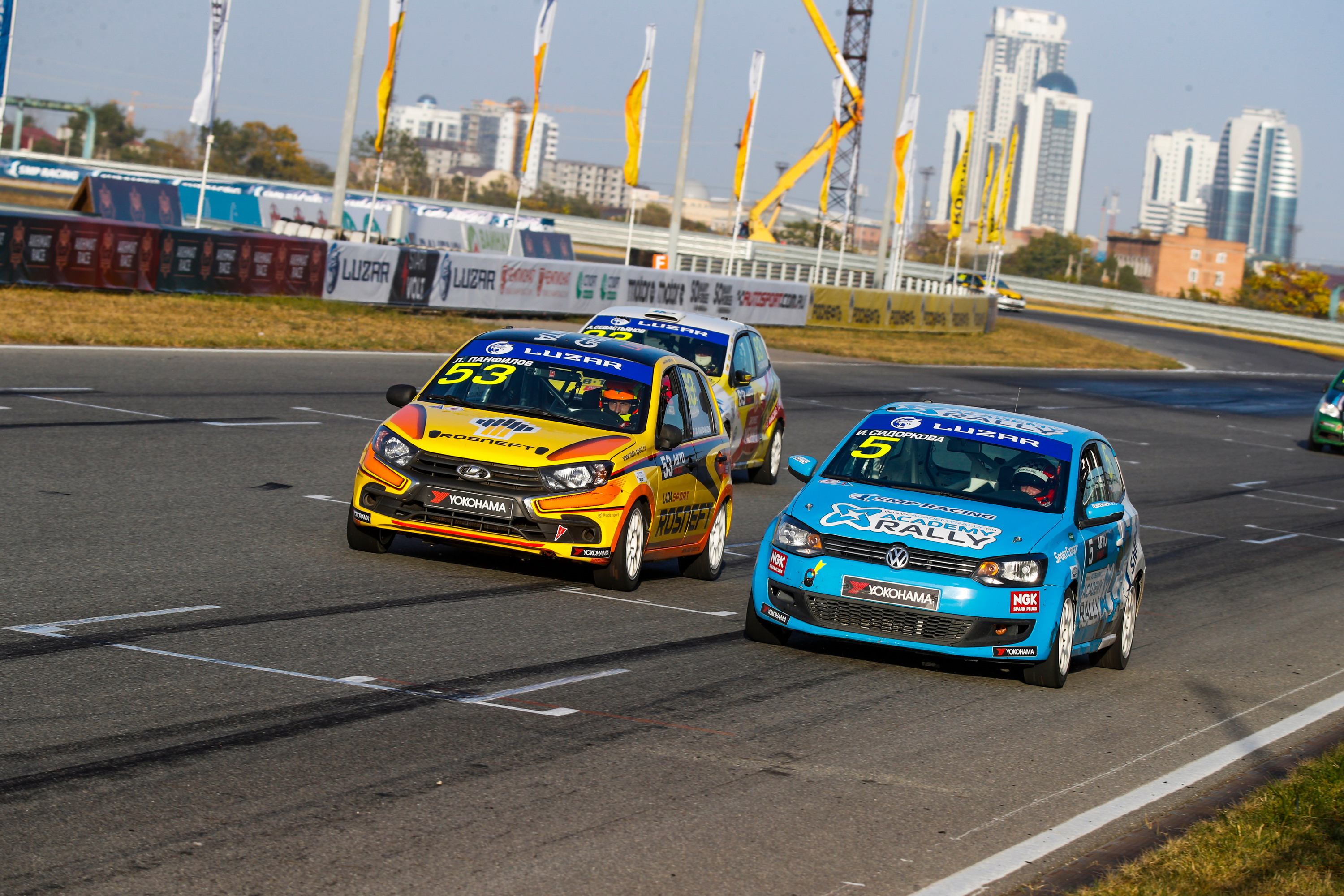
Sidorkova (right) in action at the Grozny round of the 2020 Russian Cirucit Racing Series

| Temporada | Categoria                                       | Equipe           | Corridas | Vitórias | Poles | V.M.R. | Pódios | Pontos | Classificação |
| --------- | ----------------------------------------------- | ---------------- | -------- | -------- | ----- | ------ | ------ | ------ | ------------- |
| 2017      | Russian Circuit Racing Series - National Junior | Rally Academy    | 10       | 3        | 1     | 2      | 6      | 171    | 2.º           |
| 2018      | Russian Circuit Racing Series - National Junior | Rally Academy    | 10       | 3        | 1     | 5      | 6      | 163    | 1.º           |
| 2018      | SMP F4 Championship                             | SMP Racing       | 3        | 0        | 0     | 0      | 0      | 0      | 23.º          |
| 2019      | SMP F4 Championship                             | SMP Racing       | 11       | 0        | 0     | 0      | 2      | 96     | 6.º           |
| 2019      | F4 Spanish Championship                         | Drivex School    | 18       | 0        | 0     | 0      | 0      | 15     | 18.º          |
| 2020      | Russian Circuit Racing Series - Touring Light   | Rally Academy    | 12       | 1        | 1     | 1      | 2      | 110    | 9.º           |
| 2021      | W Series                                        | W Series Academy | 1        | 0        | 0     | 0      | 0      | 4      | 8.º*          |
| 2021      | F3 Asian Championship                           | Evans GP         | 15       | 0        | 0     | 0      | 0      | 0      | 22.º          |

### Resultados completos da série W
| Year | 1      | 2      | 3   | 4   | 5   | 6   | 7   | 8   | DC | Points |
| ---- | ------ | ------ | --- | --- | --- | --- | --- | --- | -- | ------ |
| 2021 | RBR1 8 | RBR2 2 | SIL | HUN | SPA | ZAN | COA | MEX |    | 22     |